# Elvis Is Back!
《Elvis Is Back!》은 미국의 가수, 음악가 엘비스 프레슬리의 네 번째 정규 음반이다. 1960년 RCA 빅터에서 모노와 스테레오로 발매되었다. 3월과 4월 두 차례의 세션에서 녹음되었다. 엘비스가 미국 육군에서 만기 제대한 이래로 처음 취입한 음반으로 또한 《Elvis' Christmas Album》 이래 전곡이 신곡인 정규 음반이기도 하다.
1957년, 전성기를 구가하던 프레슬리에게 멤피스 징병 위원회에서 징집 영장이 날아든다. 엘비스는 최근 찍고 있던 영화 《킹 크리올》의 제작을 끝막기 위해 입영 유예를 받았다. 프레슬리는 독일에 2년간 배치되게 되었고, 그 사이 RCA 빅터와 파라마운트 픽처스가 엘비스가 입대 전에 불러둔 곡을 각일각으로 시장에 풀었다. 전역하기 몇 달 전부터 엘비스는 새로운 구음을 실험하고 한층 더 발전된 공연을 위해 운동했다. 역시 제대 직후 내슈빌에서 열릴 세션에서 녹음될 곡을 연습하는 데도 준비를 끝냈다. 1960년 3월 2일 프레슬리는 미국으로 귀국한다. 이후 베이시스트 빌 블랙을 제외한 자기 전속 밴드 블루 문 보이스와 합류하여 3월 20일, 21일, 4월 3일, 4일을 세션에 투자해 본 음반을 만들었다.
《Elvis Is Back!》는 영국 음반 차트 1위, 빌보드 톱 LP 차트 2위였다. 본시 평단에서는 호평과 혹평을 두루 내렸으나, 호평의 비율이 늘어나는 추세이다. 1999년 7월 15일 미국음반산업협회에서 골드 인정을 받았다.

## 배경
1957년 1월 8일 《에드 설리번 쇼》에서 마지막 출연을 마친 엘비스 프레슬리는 멤피스 징병 위원회의 서한을 받는다. 위원회는 그가 1A로 분류되었고 이해 말까지 징집될 수 있음을 알렸다. 1957년 상반기 엘비스는 〈Too Much〉, 〈All Shook Up〉, 〈(Let Me Be Your) Teddy Bear〉 이렇게 1위 곡을 세 개 만들었다. 7월 30일 두 번째 영화 《러빙 유》가 공개되어 성공을 이뤘다. 10월 15일 크리스마스 앨범을 발매하고 10월 17일 세 번째 영화 《제일하우스 록》을 공개했다.
12월 20일 프레슬리는 징집 영장을 받는다. 그렇지만 파라마운트 픽처스 및 프로듀서 할 월리스가 350,000달러를 투자해 놓은 차기작 《킹 크리올》의 제작은 끝막아야 했으므로 입영 유예를 받았다. 1958년 어귀, 싱글 〈Don't〉이 차트 정상까지 올랐다.
1958년 3월 24일 엘비스는 군으로 징집당한다. 근근 엘비스는 텍사스주 포트 후드로 기초 훈련을 수료하러 갔다. 이곳에서 그를 내방한 사업가 에디 패달의 회고에 따르면, 엘비스는 자기 경력이 끝났음을 "완연히 믿고 있었다." 10월 1일 기초 훈련이 끝난 엘비스는 독일 프리트베르크의 제3기갑사단에 편입했다.
언론은 엘비스가 경력에 대해 갖는 걱정을 한목소리로 보도했지만, RCA 빅터의 프로듀서 스티브 숄스, 힐 앤 레인지의 프레디 빈스톡은 2년의 부재를 착실히 대비하여 놓은 상태였다. 이들이 정기적으로 푼 미공개 곡들은 하나같이 성공적이었다. 입대에서 제대까지 엘비스는 40위까지 올라간 곡을 10곡 보유했는데, 대표되는 것으로 〈Wear My Ring Around Your Neck〉, 베스트셀러 〈Hard Headed Woman〉, 〈One Night〉, 〈(Now and Then There's) A Fool Such as〉, 〈A Big Hunk o' Love〉가 있다. 마찬가지로 엘비스의 군 시절에 RCA 빅터는 기성곡만을 얼러 컴필레이션을 네 장 발표하는데, 이중 가장 성공한 것으로 《Elvis' Golden Records》, 《50,000,000 Elvis Fans Can't Be Wrong》이 꼽힌다.

## 다시 음악으로
제대까지 몇 달 남짓한 동안에 엘비스는 다시 취입을 하러 갈 때 부를 곡들을 에멜무지로 부르고 연구했다. 엘비스는 첫 녹음 세션에서 부를 노래로 포 펠로의 〈Soldier Boy〉, 골든 게이트 콰르텟의 〈I Will Be Home Again〉, 드리프터스의 〈Such a Night〉, 제시 스톤의 〈Like a Baby〉를 고려해 두었다. 또 새로 사귄 친구 찰리 하지에게 호흡을 강화하고 음역대를 확장하는 법을 배웠다. 여기서 엘비스가 영감으로 삼은 곡은 로이 해밀턴의 〈I Believe〉, 자기 판의 〈Unchained Melody〉, 아일랜드 민요 〈Danny Boy〉, 토니 마틴의 〈There's No Tomorrow〉(〈O Sole Mio〉의 영어판)였다. 또 잉크 스팟과 밀스 브라더스의 음반에서 프레이징(phrasing)과 노트(notes)를 익혔다. 독일을 떠날 즈음 엘비스는 풀 옥타브를 음역대에 추가하게 되었다.
1960년 3월 2일 엘비스는 미국으로 귀국한다. 3월 5일 병장 계급으로 명예 제대한다. 한편 엘비스가 독일에 있는 동안 매니저 톰 파커 대령이 프레슬리의 영화 사운드트랙 계약의무를 이행하고자 RCA 빅터와 새로운 조건을 교섭했다. 또한 프로듀서 월리스와 나눠갖는 프레슬리의 급여 및 이윤을 증가하는 데 합의하고 《프랭크 시나트라 쇼》의 출연 계약도 성립했다. 그러는 동안 빈스톡은 퍼블릭 도메인이 돼 버린 〈O Sole Mio〉의 인세를 확실히 받아내기 위해 새로운 가사를 붙일 것을 청탁했다.

## 녹음
3월 20일 파커가 그레이하운드 버스를 전세하여 엘비스 및 그 수행단을 테네시주 멤피스에서 내슈빌로 이송한다. 기타리스트 스코티 무어, 드러머 D. J. 폰타나, 피아니스트 플로이드 크래머, 기타리스트, 행크 갤런드, 베이시스트 보비 무어, 퍼커셔니스트 버디 하먼, 배킹 그룹 조더네이어스로 꾸려진 세션이었다. 엘비스의 초대 베이시스트 빌 블랙은 빌 블랙 콤보로 대성한 터라 참여 요청을 거부했다. 팬들에 의한 세션 파탄을 방지하기 위해서 참여 인원들은 처음에 짐 리브스의 세션에서 연주하기로 듣고 왔다. 제어실에는 파커가 시켜 온 RCA 경영자 숄스 및 빌 벌록, 파커의 조수 톰 디스킨, A&R 최고 책임자 쳇 앳킨스, 엔지니어 빌 포터, 힐 앤 레인지의 빈스톡이 동존했다.

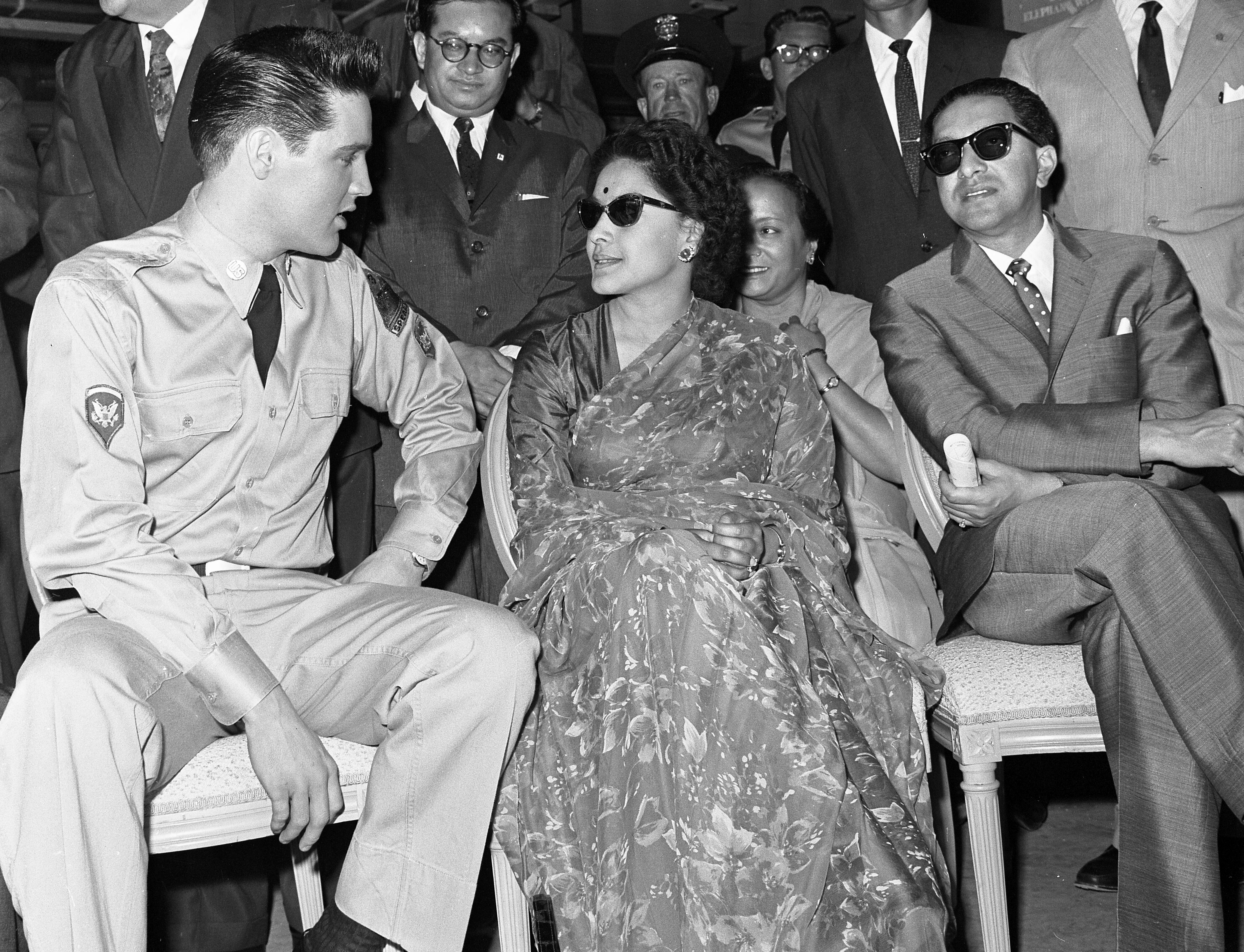
본 앨범이 발매된 지 머지 않은 1960년 5월에 찍힌 프레슬리.

취입이 있은 RCA 빅터의 스튜디오 B는 당시 막 삼트랙 녹음기를 설치했던 참이었다. 프레슬리의 구음을 보다 정밀히 녹음하기 위해 포터는 텔레푼켄 U-47 마이크로폰을 역시 비치했다. 이 U-47은 최초의 콘덴서 마이크로폰이며 전방향 특성(omnidirectional patterns)과 심장형 특성(cardioid patterns)을 임의 변경하는 것이 가능했다. 구음, 주악은 물론 사방팔방의 음향을 담는 것에 특화된 마이크로폰이었다. 맨 먼저 녹음된 곡은 오티스 블랙웰의 〈Make Me Know It〉으로, 19 테이크나 녹음해서 마스터를 정했다. 다음으로 〈Soldier Boy〉를 15 테이크만에, 그다음으로 〈Stuck on You〉와 〈Fame and Fortune〉을 앨범 미수록곡으로 녹음했다. 그리고 〈A Mess of Blues〉를 녹음하는 것으로 세션을 파했다. 새로운 세션은 한 달 건너 4월에 생겼다. 《더 프랭크 시나트라 타임엑스 쇼: 웰컴 홈 엘비스》의 촬영을 끝내고 프레슬리는 일정에 맞춰 플로리다주 마이애미를 떴다.
4월 3일, 이전에 모였던 음악인들이 하나둘씩 스튜디오로 다시 모여들었다. 이날 세션에는 색소포니스트 부츠 랜돌프 역시 참여했다. 세션의 발을 뗀 곡은 〈Fever〉로, 베이스와 드럼만 동원한 곡이다. 다음으로 〈O Sole Mio〉, 여기서는 가사를 새로 붙혀 〈It's Now or Never〉로 이름한 곡을 녹음했다. 프레슬리가 본곡의 끝을 장식하는 고음역대의 구음을 번번히 틀리자, 포터는 해당 구간만 따로 불러서 나머지 음원과 이어 붙이는 것을 제안했다. 프레슬리는 이를 물리치고 끝이 마음에 들 때까지 계속 녹음했다. 〈Girl Next Door Went A-Walking〉을 10 테이크에 끝내고 그다음 〈Thrill of Your Love〉를 녹음했다. 앨범 미수록곡 〈Are You Lonesome Tonight〉를 끝내고서는, 호지와 듀엣으로 부른 〈I Will Be Home Again〉를 녹음했다. 세션의 마지막 곡은 로웰 풀슨의 〈Reconsider Baby〉로, 프레슬리 본인이 몸소 깁슨 슈퍼 400 기타를 쳐서 리드했다.

## 트랙 리스트

### 초판
| #  | 제목                           | 작사·작곡                                        | 녹음일         | 재생 시간 |
| -- | ------------------------------ | ------------------------------------------------ | -------------- | --------- |
| 1. | 〈Make Me Know It〉            | Otis Blackwell                                   | March 20, 1960 | 1:58      |
| 2. | 〈Fever〉                      | John Davenport, Eddie Cooley                     | April 3, 1960  | 3:31      |
| 3. | 〈The Girl of My Best Friend〉 | Beverly Ross, Sam Bobrick                        | April 4, 1960  | 2:21      |
| 4. | 〈I Will Be Home Again〉       | Bennie Benjamin, Raymond Leveen, Louis C. Singer | April 4, 1960  | 2:33      |
| 5. | 〈Dirty, Dirty Feeling〉       | Jerry Leiber, Mike Stoller                       | April 4, 1960  | 1:35      |
| 6. | 〈Thrill of Your Love〉        | Stan Kesler                                      | April 4, 1960  | 2:59      |

| #  | 제목                              | 작사·작곡                           | 녹음일         | 재생 시간 |
| -- | --------------------------------- | ----------------------------------- | -------------- | --------- |
| 1. | 〈Soldier Boy〉                   | David Jones, Theodore Williams, Jr. | March 20, 1960 | 3:04      |
| 2. | 〈Such a Night〉                  | Lincoln Chase                       | April 4, 1960  | 2:58      |
| 3. | 〈It Feels So Right〉             | Fred Wise, Ben Weisman              | March 21, 1960 | 2:09      |
| 4. | 〈Girl Next Door Went A-Walking〉 | Bill Rice, Thomas Wayne             | April 4, 1960  | 2:12      |
| 5. | 〈Like a Baby〉                   | Jesse Stone                         | April 3, 1960  | 2:38      |
| 6. | 〈Reconsider Baby〉               | Lowell Fulson                       | April 4, 1960  | 3:39      |

### 1999년 재발매 보너스 트랙
| #   | 제목                                                                               | 작사·작곡                                     | 녹음일         | 재생 시간 |
| --- | ---------------------------------------------------------------------------------- | --------------------------------------------- | -------------- | --------- |
| 1.  | 〈Stuck on You〉 (originally issued as 47-7740, March 23, 1960, #1)                | Aaron Schroeder, S. Leslie McFarland          | March 21, 1960 | 2:18      |
| 2.  | 〈Fame and Fortune〉 (originally issued as 47-7740b, March 23, 1960, #17)          | Fred Wise, Ben Weisman                        | March 21, 1960 | 2:29      |
| 15. | 〈Are You Lonesome Tonight?〉 (originally issued as 47-7810, November 1, 1960, #1) | Lou Handman, Roy Turk                         | April 4, 1960  | 3:05      |
| 16. | 〈I Gotta Know〉 (originally issued as 47-7810b, November 1, 1960, #20)            | Paul Evans, Matt Williams                     | April 4, 1960  | 2:15      |
| 17. | 〈A Mess of Blues〉 (originally issued as 47-7777b, July 5, 1960, #32)             | Doc Pomus, Mort Shuman                        | March 21, 1960 | 2:39      |
| 18. | 〈It's Now or Never〉 (originally issued as 47-7777, July 5, 1960, #1)             | Eduardo di Capua, Aaron Schroeder, Wally Gold | April 3, 1960  | 3:14      |

### 2005년 팔로우 댓 드림 재발매
| #   | 제목                              | 재생 시간 |
| --- | --------------------------------- | --------- |
| 1.  | 〈Make Me Know It〉               |           |
| 2.  | 〈Fever〉                         |           |
| 3.  | 〈The Girl Of My Best Friend〉    |           |
| 4.  | 〈I Will Be Home Again〉          |           |
| 5.  | 〈Dirty, Dirty Feeling〉          |           |
| 6.  | 〈The Thrill Of You Love〉        |           |
| 7.  | 〈Soldier Boy〉                   |           |
| 8.  | 〈Such A Night〉                  |           |
| 9.  | 〈It Feels So Right〉             |           |
| 10. | 〈Girl Next Door Went A'Walking〉 |           |
| 11. | 〈Like A Baby〉                   |           |
| 12. | 〈Reconsider Baby〉               |           |

| #   | 제목                                 | 재생 시간 |
| --- | ------------------------------------ | --------- |
| 13. | 〈Stuck On You〉                     |           |
| 14. | 〈Fame And Fortune〉                 |           |
| 15. | 〈It's Now Or Never〉                |           |
| 16. | 〈A Mess Of Blues〉                  |           |
| 17. | 〈Are You Lonesome Tonight?〉        |           |
| 18. | 〈I Gotta Know〉 (including take 1*) |           |

| #   | 제목                                     | 재생 시간 |
| --- | ---------------------------------------- | --------- |
| 19. | 〈Make Me Know It〉 (take 1)             |           |
| 20. | 〈Fever〉 (take 1)                       |           |
| 21. | 〈The Girl Of My Best Friend〉 (take 3)  |           |
| 22. | 〈Soldier Boy〉 (take 1)                 |           |
| 23. | 〈Such a Night〉 (take 1)                |           |
| 24. | 〈It Feels So Right〉 (take 1)           |           |
| 25. | 〈Stuck on You〉 (take 1)                |           |
| 26. | 〈Fame And Fortune〉 (take 2)            |           |
| 27. | 〈It's Now Or Never〉 (take 1)           |           |
| 28. | 〈Are You Lonesome Tonight〉 (takes 1,2) |           |

| #   | 제목                                  | 재생 시간 |
| --- | ------------------------------------- | --------- |
| 1.  | 〈Make Me Know It〉 (take 3)          |           |
| 2.  | 〈Make Me Know It〉 (takes 9*,10*,11) |           |
| 3.  | 〈Make Me Know It〉 (takes 17,18)     |           |
| 4.  | 〈Soldier Boy〉 (takes 2*,3*,7)       |           |
| 5.  | 〈Soldier Boy〉 (takes 9*,10)         |           |
| 6.  | 〈Stuck On You〉 (takes 1-FS, 2)      |           |
| 7.  | 〈Fame And Fortune〉 (takes 4*,5)     |           |
| 8.  | 〈A Mess Of Blues〉 (take 1)          |           |
| 9.  | 〈A Mess Of Blues〉 (takes 2*,3*)     |           |
| 10. | 〈It Feels So Right〉 (take 2)        |           |
| 11. | 〈It Feels So Right〉 (takes 4*,3)    |           |

| #   | 제목                                                          | 재생 시간 |
| --- | ------------------------------------------------------------- | --------- |
| 12. | 〈Fever〉 (takes 2*,3*-'f---' at end taken out)               |           |
| 13. | 〈Like A Baby〉 (take 1-FS/BD*)                               |           |
| 14. | 〈Like A Baby〉 (take 2)                                      |           |
| 15. | 〈Like A Baby〉 (takes 3,4*)                                  |           |
| 16. | 〈It's Now Or Never〉 (take 2)                                |           |
| 17. | 〈It's Now or Never〉 (takes 3,4*)                            |           |
| 18. | 〈Girl Of My Best Friend〉 (takes 2*,4*,5*,6)                 |           |
| 19. | 〈Girl Of My Best Friend〉 (take 9)                           |           |
| 20. | 〈Dirty, Dirty Feeling〉 (take 1)                             |           |
| 21. | 〈Dirty, Dirty Feeling〉 (takes 2*,3*-sp last chord from 4/m) |           |
| 22. | 〈Thrill Of Your Love〉 (takes 1,2*,1-PB)                     |           |
| 23. | 〈Such A Night〉 (takes 2,3,4*/5-sp)                          |           |
| 24. | 〈Girl Next Door Went A'Walking〉 (takes 1,2,3)               |           |
| 25. | 〈Are You Lonesome Tonight〉 (takes 4*-FS,3*, wp 1/2-sp*)     |           |

### 2011년 레거시 에디션 재발매
| #   | 제목                              | 작사·작곡                                     | 재생 시간 |
| --- | --------------------------------- | --------------------------------------------- | --------- |
| 1.  | 〈Make Me Know It〉               | Otis Blackwell                                | 1:58      |
| 2.  | 〈Fever〉                         | John Davenport and Eddie Cooley               | 3:31      |
| 3.  | 〈The Girl of My Best Friend〉    | Beverly Ross and Sam Bobrick                  | 2:21      |
| 4.  | 〈I Will Be Home Again〉          | Bennie Benjamin, Raymond Leveen, Lou Singer   | 2:33      |
| 5.  | 〈Dirty Dirty Feeling〉           | Jerry Leiber and Mike Stoller                 | 1:35      |
| 6.  | 〈Thrill of Your Love〉           | Stan Kesler                                   | 2:59      |
| 7.  | 〈Soldier Boy〉                   | David Jones and Theodore Williams Jr.         | 3:04      |
| 8.  | 〈Such A Night〉                  | Lincoln Chase                                 | 2:58      |
| 9.  | 〈It Feels So Right〉             | Fred Wise and Ben Weisman                     | 2:09      |
| 10. | 〈Girl Next Door Went a-Walking〉 | Bill Rice and Thomas Wayne                    | 2:12      |
| 11. | 〈Like A Baby〉                   | Jesse Stone                                   | 2:38      |
| 12. | 〈Reconsider Baby〉               | Lowell Fulson                                 | 3:39      |
| 13. | 〈Stuck on You〉                  | Aaron Schroeder and S. Leslie McFarland       | 2:18      |
| 14. | 〈Fame and Fortune〉              | Fred Wise and Ben Weisman                     | 2:29      |
| 15. | 〈It's Now or Never〉             | Eduardo di Capua, Aaron Schroeder, Wally Gold | 3:14      |
| 16. | 〈A Mess of Blues〉               | Doc Pomus and Mort Shuman                     | 2:49      |
| 17. | 〈Are You Lonesome Tonight?〉     | Lou Handman and Roy Turk                      | 3:05      |
| 18. | 〈I Gotta Know〉                  | Paul Evans and Matt Williams                  | 2:15      |
| 19. | 〈Surrender〉                     | Doc Pomus and Mort Shuman                     | 1:51      |

| #   | 제목                                       | 작사·작곡                             | 재생 시간 |
| --- | ------------------------------------------ | ------------------------------------- | --------- |
| 1.  | 〈There's Always Me〉                      | Don Robertson                         | 2:16      |
| 2.  | 〈Give Me the Right〉                      | Fred Wise and Norman Blagman          | 2:32      |
| 3.  | 〈It's A Sin〉                             | Fred Rose and Zeb Turner              | 2:39      |
| 4.  | 〈Sentimental Me〉                         | James T. Morehead and James Cassin    | 2:31      |
| 5.  | 〈Starting Today〉                         | Don Robertson                         | 2:03      |
| 6.  | 〈Gently〉                                 | Murray Wisell and Edward Lisbona      | 2:15      |
| 7.  | 〈I'm Comin' Home〉                        | Charlie Rich                          | 2:20      |
| 8.  | 〈In Your Arms〉                           | Aaron Schroeder and Wally Gold        | 1:50      |
| 9.  | 〈Put the Blame on Me〉                    | Fred Wise, Kay Twomey, Norman Blagman | 1:57      |
| 10. | 〈Judy〉                                   | Teddy Redell                          | 2:10      |
| 11. | 〈I Want You with Me〉                     | Woody Harris                          | 2:13      |
| 12. | 〈I Slipped, I Stumbled, I Fell〉          | Fred Wise and Ben Weisman             | 1:35      |
| 13. | 〈I Feel So Bad〉                          | Chuck Willis                          | 2:53      |
| 14. | 〈(Marie's the Name of) His Latest Flame〉 | Doc Pomus and Mort Shuman             | 2:07      |
| 15. | 〈Little Sister〉                          | Doc Pomus and Mort Shuman             | 2:30      |
| 16. | 〈Good Luck Charm〉                        | Aaron Schroeder and Wally Gold        | 2:23      |
| 17. | 〈Anything That's Part of You〉            | Don Robertson                         | 2:04      |

## 크레딧
- 엘비스 프레슬리 - 보컬, 어쿠스틱 기타
- 스코티 무어 - 전기 기타
- 행크 갈랜드 - 전기 기타, 일렉트릭 베이스
- 플로이드 크래머 - 피아노
- 밥 무어 - 더블 베이스
- D. J. 폰타나 - 드럼
- 버디 하먼 - 드럼
- 조더네이어스 - 백 보컬
- 부츠 랜돌프 - 색소폰
- 찰리 하지 - 〈I Will Be Home Again〉의 백 보컬

## 차트
| 차트 (1960)            | 최고 순위 |
| ---------------------- | --------- |
| 영국 음반 차트         | 1         |
| 미국 빌보드 톱 셀링 LP | 2         |